# Jacques Maret
Jacques Maret, né le 27 septembre 1900 à Nantua, mort le 15 novembre 1980 à Chartres, est un peintre, graveur, illustrateur et poète français.

## Biographie
Élève de Victor Prouvé, Jacques Maret étudie l'art à l'Académie Julian. Il est mobilisé pour les deux guerres mondiales, et fait prisonnier durant la seconde. 
Dès 1920, Jacques Maret conçoit des papiers collés qu'il contribue à populariser avec ses œuvres réalisées aux crayons de couleur d’écolier, comme ses Feuillets inutiles en témoignent. Dans cette revue surréaliste et poétique qu'il édite de 1928 à 1977, ses gravures, dessins et poèmes côtoient des inédits de ces amis, tels Georges Pillement, Pierre Albert-Birot, Pierre Andreu, André Lhote, Michel Seuphor et Max Jacob qui, dès 1933, écrit dans la revue Arts et métiers graphiques que Jacques Maret est « un très grand peintre »[source insuffisante]. La critique accueille favorablement ces Feuillets fantaisistes et astucieux où la poésie rencontre le surréalisme,,.
De sensibilité surréaliste, bien que difficilement classable, et explorant la géométrie dans la composition de ses œuvres, il peint divers paysages et produit des gravures polychromes au burin. Le Dictionnaire Bénézit en parle comme « l’un des plus grands savants graveurs de son époque ». Toutefois, Pierre Andreu écrit qu'il n'a pas connu de son vivant la gloire qu'il aurait pu selon lui avoir. André Salmon ajoute : « Il a beaucoup inventé, on l’a beaucoup pillé avant la célébrité. »[réf. nécessaire]
Il expose dans diverses galeries, dont la Galerie Zak, la Galerie de Paris, le Salon des Tuileries ou encore l'Art Institute of Chicago.
Il a publié plusieurs plaquettes, notamment Corps 9 (1938) et Bagages à l'arrivée (1962), d'une fantaisie qui rappelle  Max Jacob et n'est pas sans rapport avec le surréalisme